# Nanguan (köping i Kina, Guizhou)
Nanguan (kinesiska: 南关, 南关镇) är en köping i Kina. Den ligger i provinsen Guizhou, i den sydvästra delen av landet, omkring 120 kilometer norr om provinshuvudstaden Guiyang. Antalet invånare är 45802. Befolkningen består av 22 378 kvinnor och 23 424 män. Barn under 15 år utgör 20,0 %, vuxna 15-64 år 73 %, och äldre över 65 år 5,0 %.